# NGC 3894
NGC 3894 је елиптична галаксија у сазвежђу Велики медвед која се налази на NGC листи објеката дубоког неба.
Деклинација објекта је + 59° 24' 59" а ректасцензија 11h 48m 50,2s. Привидна величина (магнитуда) објекта NGC 3894 износи 11,6 а фотографска магнитуда 12,6. NGC 3894 је још познат и под ознакама UGC 6779, MCG 10-17-78, CGCG 292-33, KCPG 303A, PGC 36889.